# Палаццо Комунале (П'єнца)

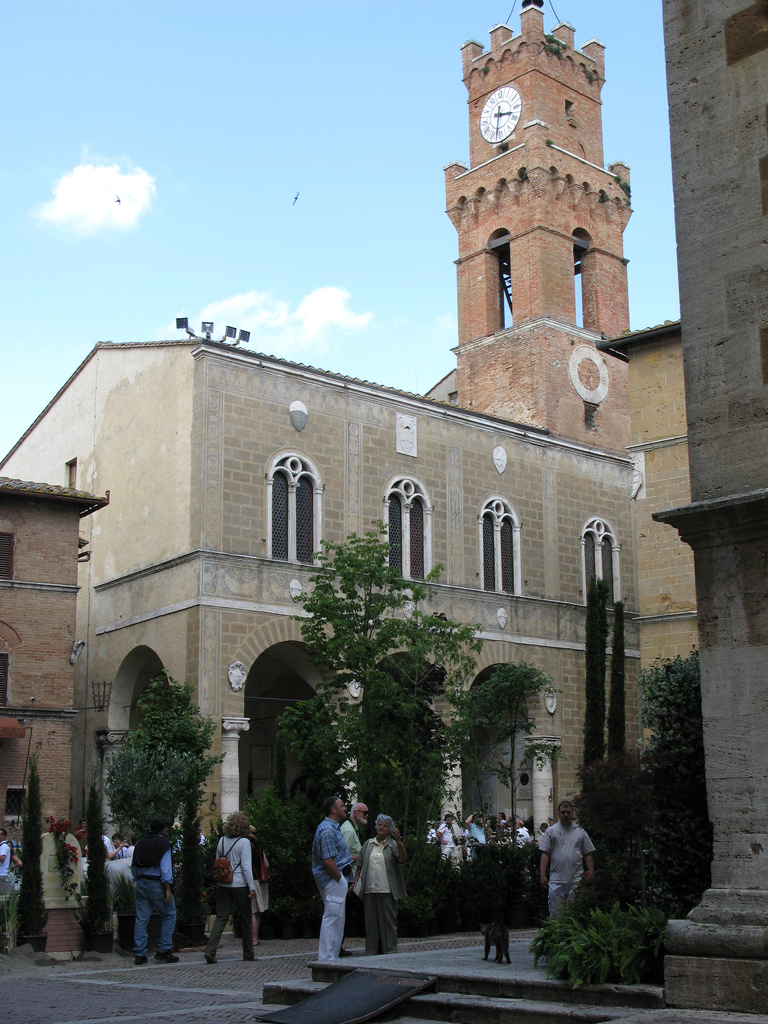
Ратуша міста П'єнца, фото 2008 року

43°04′36″ пн. ш. 11°40′44″ сх. д. / 43.0767° пн. ш. 11.679° сх. д.
Палаццо Комунале (П'єнца) (італ. Palazzo Comunale) — ратуша у невеликому місті П'єнца, Тоскана, Італія.

## Історія
Розташована в історичному центрі міста. Більшість міст Італії з середньовіччя мали самоврядування і ратуші для урядовців міста.
Ратуша міста П'єнца розташована навпроти собору міста на перетині центральних шляхів і входить складовою частиною до ансамблю площі. Споруда асиметрична за поземним планом. Вибудована з каменя травертина. Фасад на площу асиметричний. Перший поверх позначений відкритою лоджією. Другий поверх має чотири вікна, осі котрих збігаються з осями аркади першого поверху. Споруда не має вінчаючого карниза, що зазвичай кидає тінь на верхні вікна споруд у Італії, даруючи затишок і тінь верхнім поверхам у спекотні дні.
Вказівкою на суспільну значимість маленької споруди є вежа ратуші, вибудована з червоної цегли. Форма вежі і її видовжені вікна імітують подібні вежі у середньовічних містах Тоскани на кшталт Сієни чи самої Флоренції.
В залі Нарад збережені стінописи їх зображенням Мадонни та святих покровителів міста — Сан Віто, Сан Модесто та Сан Маттео (Сієнська школа). Споруда має декор із кам'яних гербів роду Пікколоміні та мерів міста, що працювали тут.

## Галерея фото

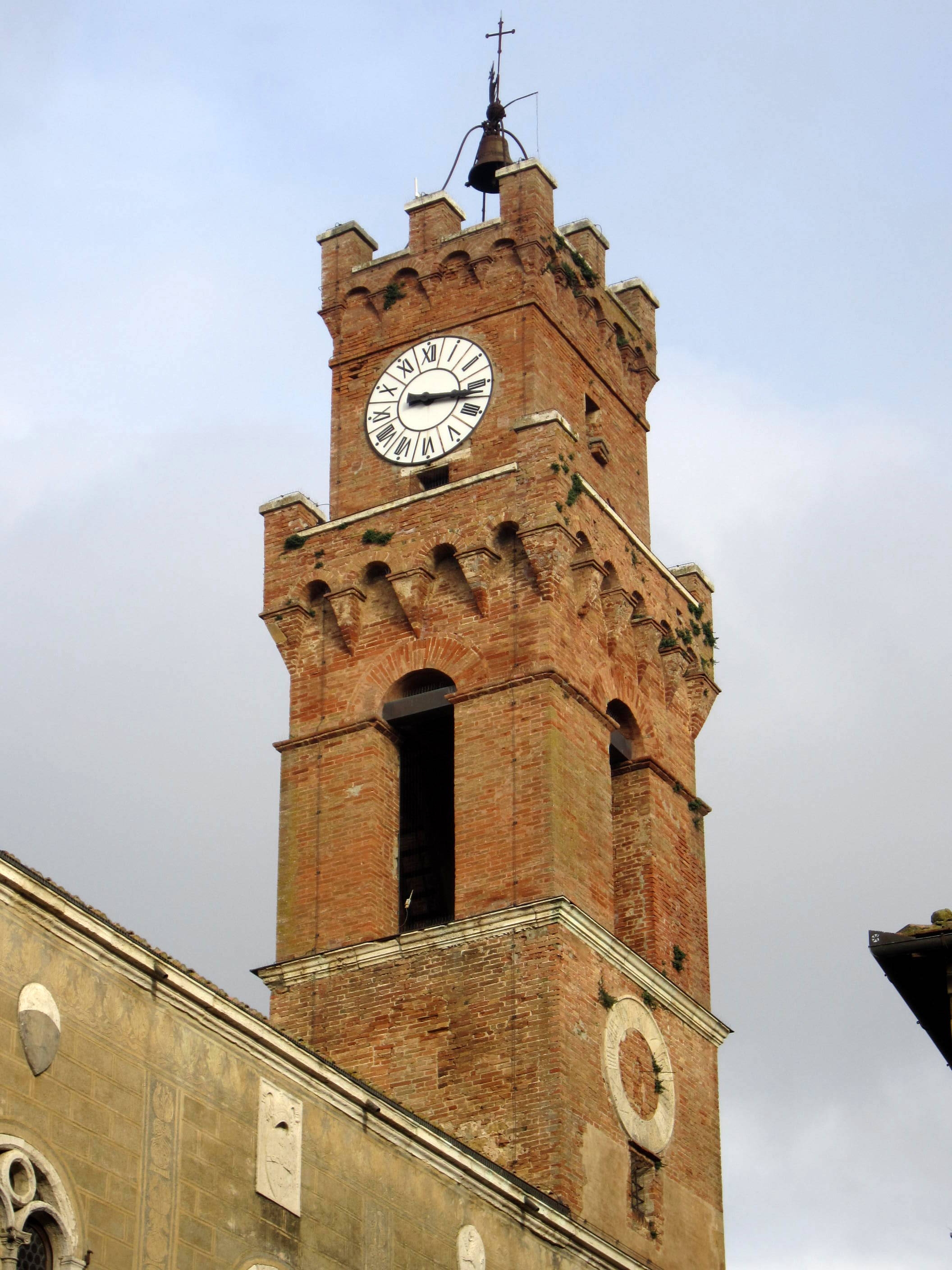
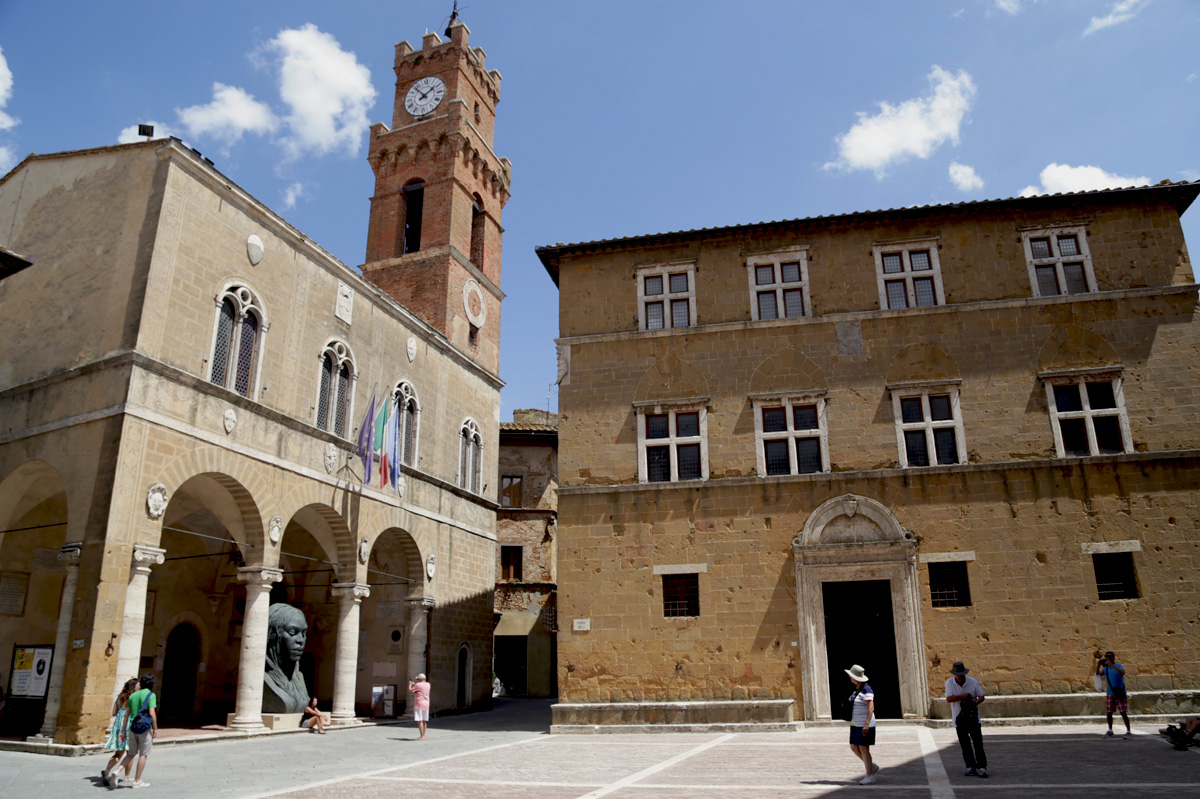
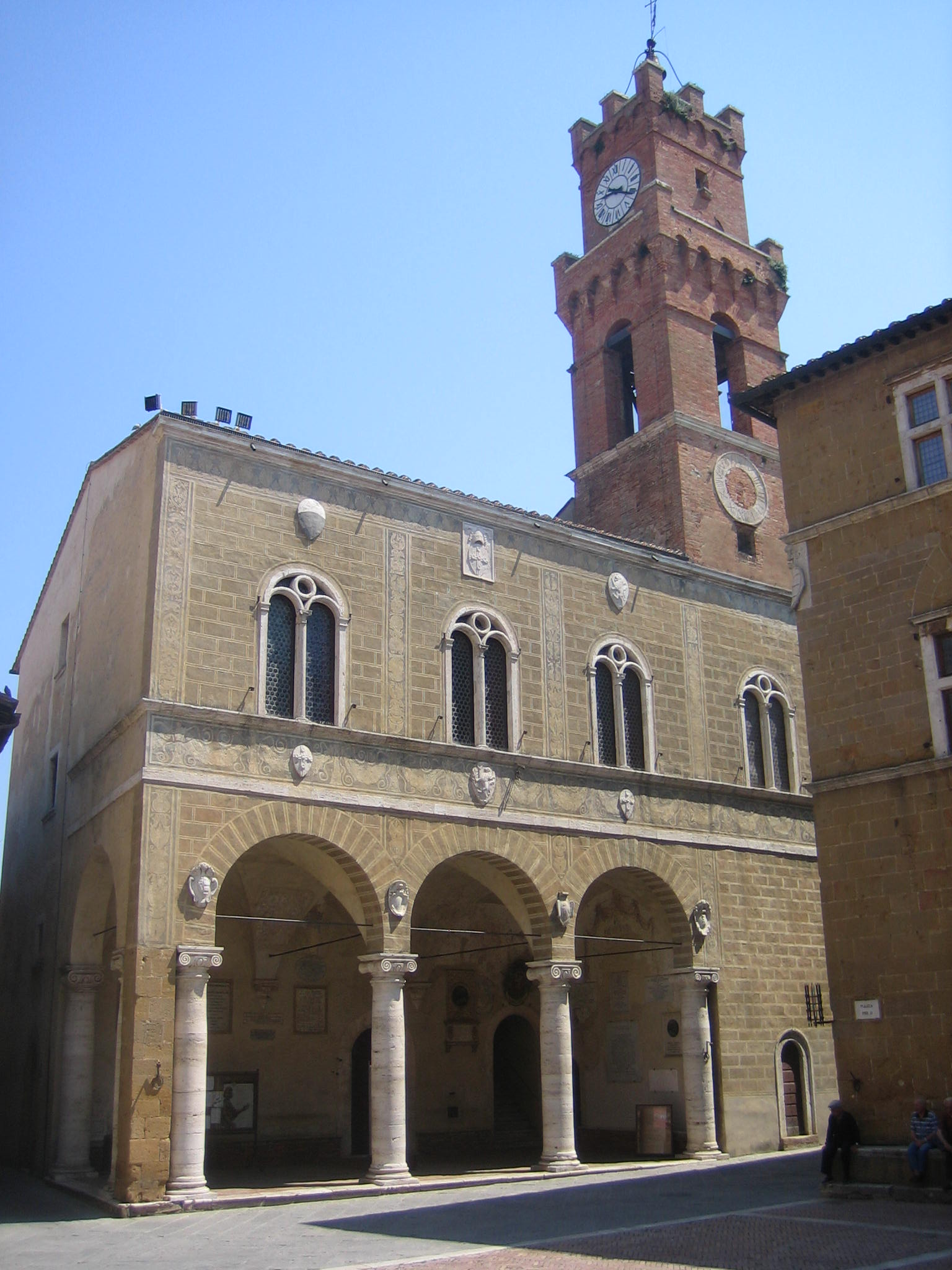
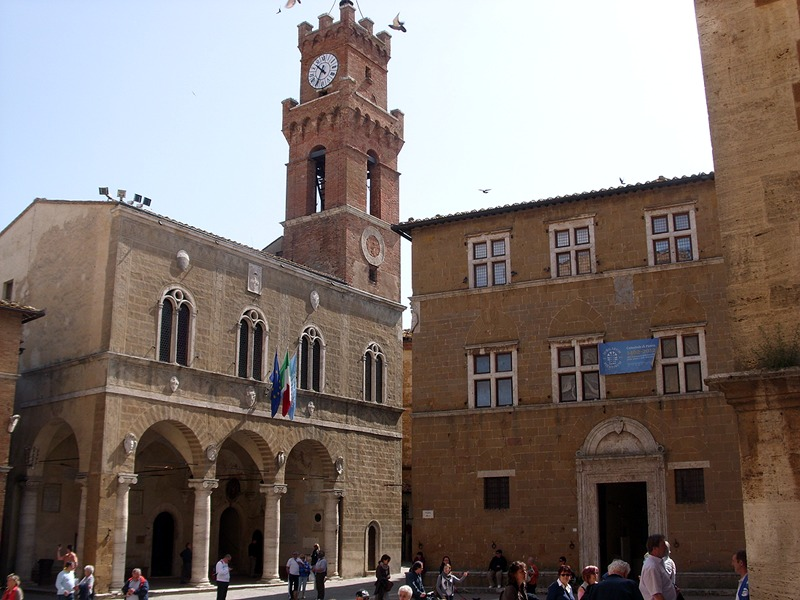